# Nephrotoma citricolor
Nephrotoma citricolor är en tvåvingeart som beskrevs av Alexander 1949. Nephrotoma citricolor ingår i släktet Nephrotoma och familjen storharkrankar. Inga underarter finns listade i Catalogue of Life.